# Asociația Studenților Maghiari din Târgu Mureș
Asociația Studenților Maghiari din Târgu Mureș (ASM, în maghiară Marosvásárhelyi Magyar Diákszövetség) este o organizație non-profit cu caracter socio-profesional. Aceasta a fost înființată pentru a apăra, promova și reprezenta drepturile și interesele studenților maghiari din Târgu Mureș din Universitatea de Medicină și Farmacie, Universitatea de Arte și Universitatea Sapientia.

## Istoric

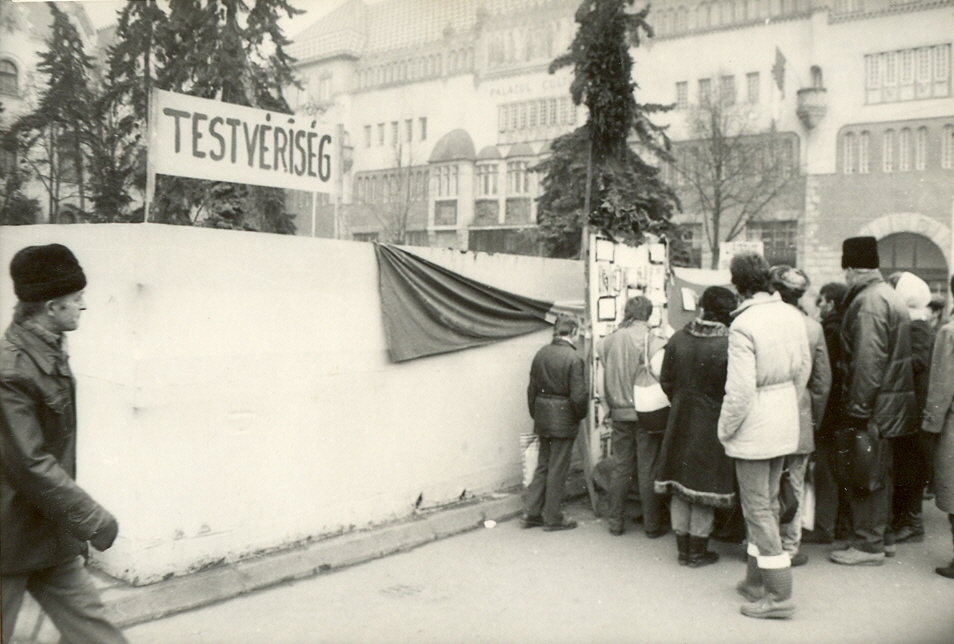
Evenimentele din anii 1989-1990

Tensiunile adunate în perioada comunistă s-a concretizat în confruntările grave care au avut loc între 19 martie și 21 martie 1990 la Târgu Mureș, în urma cărora cinci oameni și-au pierdut viața, sute de oameni au fost brutalizați și răniți, iar conviețuirea interetnică în Târgu Mureș a fost alterată considerabil pentru o perioadă de timp.
În premisele evenimentelor au stat cererile comunității maghiare de a redobândi drepturile pierdute în perioada comunistă. La data de 10 februarie 1990 la Târgu Mureș aproape 100.000 de etnici maghiari au participat la un marș al tăcerii, ținând în mână o carte și o lumânare. Participanții cereau secție maghiară la Universitatea de Medicină și Farmacie cu locuri stabile, garantată de legere, înființarea Universității Bolyai din Cluj, reorganizarea rețelei de școli cu predare în limba maghiară și dreptul de a folosi liber limba maghiară.
Asociația Studenților Maghiari din Târgu Mureș a fost înffințat de un grup de studenți în anul 1990, iar în prezent face parte din Uniunea Organizaților Studențești Maghiari din România, care colaborează cu alte organizații studențești din străinătate (Serbia, Slovacia, Ucraina), precum și cu Uniunea Națională a Studenților din Ungaria, care este membru ESIB.

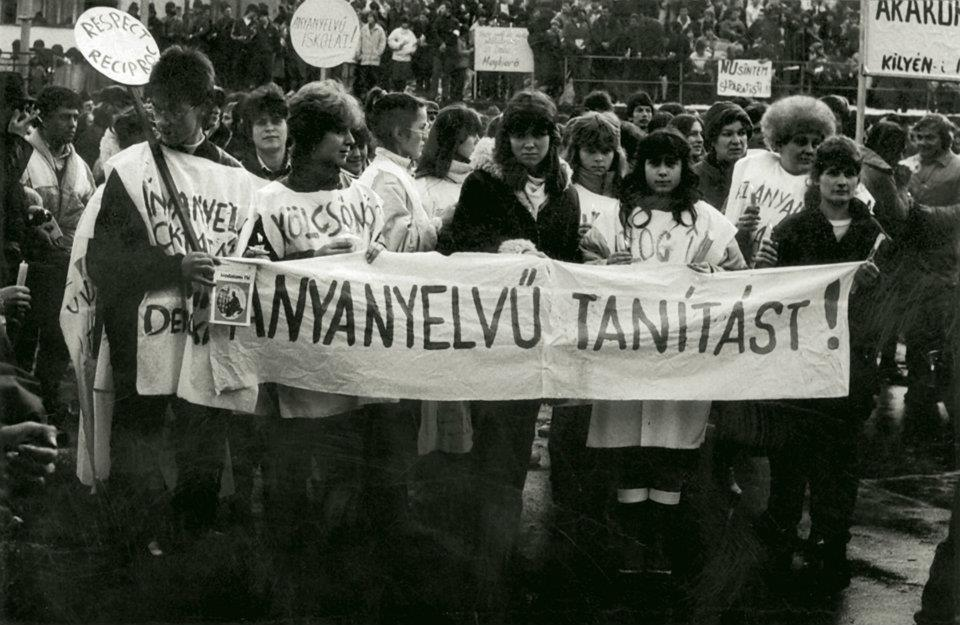
Protest pentru învăţământul în limba maternă, 1990
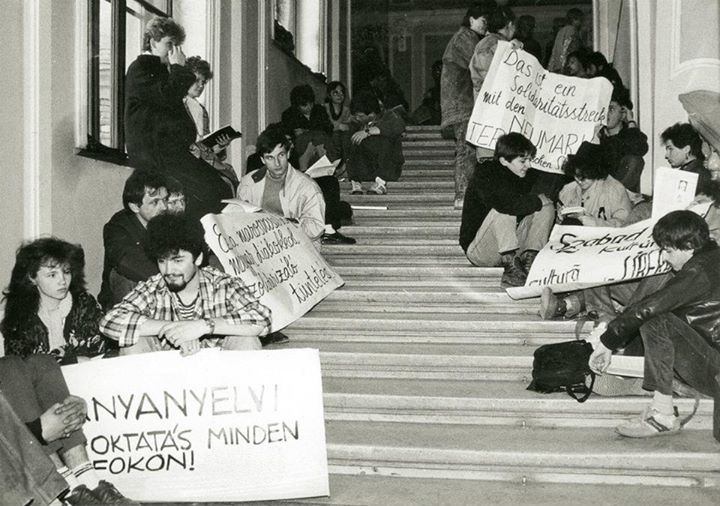
Protestul de solidaritate studenţilor din Cluj, 1994
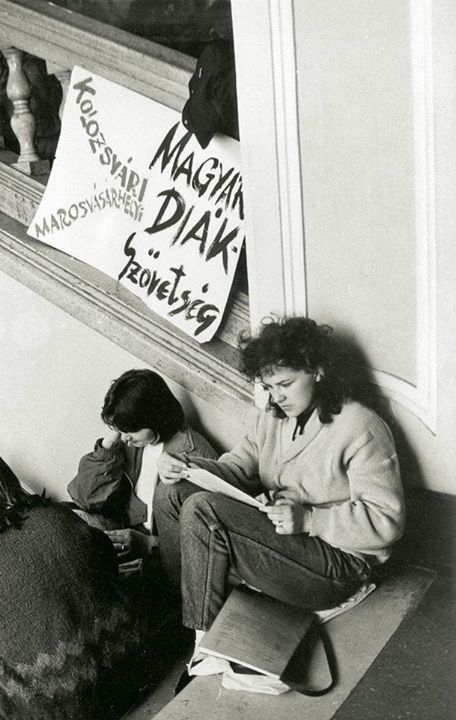
Protestul de solidaritate studenţilor din Cluj, 1994

## Scopuri
Principalul scop pentru care a fost înființat Asociația Studenților Maghiari din Târgu Mureș în anul 1990, a fost reprezentarea intereselor studenților maghiari în structurile universitare din oraș. În prezent organizația are reprezentanți la toate nivelele (Consiliul de Facultate, Consiliul de Administrație, Senat) Universității de Medicină și Farmacie din Târgu Mureș, iar în cazul Universității Sapientia acest rol este îndeplinit de organizația autonomă Autoguvernarea Studențească, repsectiv la Universitatea de Arte alegerea reprezentanților studențești este făcut în mod direct. 
Asociația sprijină activitățile profesionale și a cercetărilor științifice ale studenților prin organizarea din 1993 în continuare a Sesiunii Științifice Studențești din Târgu Mureș. Evenimentul este singura conferință din domeniul medical, stomatologic și farmaceutic din România unde studenții și invitații pot prezenta cercetările făcute în limba maghiară. Scopul sesiunii este acordarea posibilității studenților de dezvoltare presonală pe plan profesional, prin faptul că cele mai buni cercetători primesc șansa de a participa la Sesiunea Științifică Națională din Ungaria, respectiv medicii rezidenți primesc pentru participare credite.  

## Evenimente
- Punctul de Informare[9]
- Acțiunea "Prim ajutor"[9]
- Zilele Porților Deschise[9]
- Zilele Studențești[9]
- Tabăra Bobocilor[9]
- Tabăra de Schi[9]
- MMDSZ Party[9]
- MMDSZ Gitárest (Seara de chitară)[9]

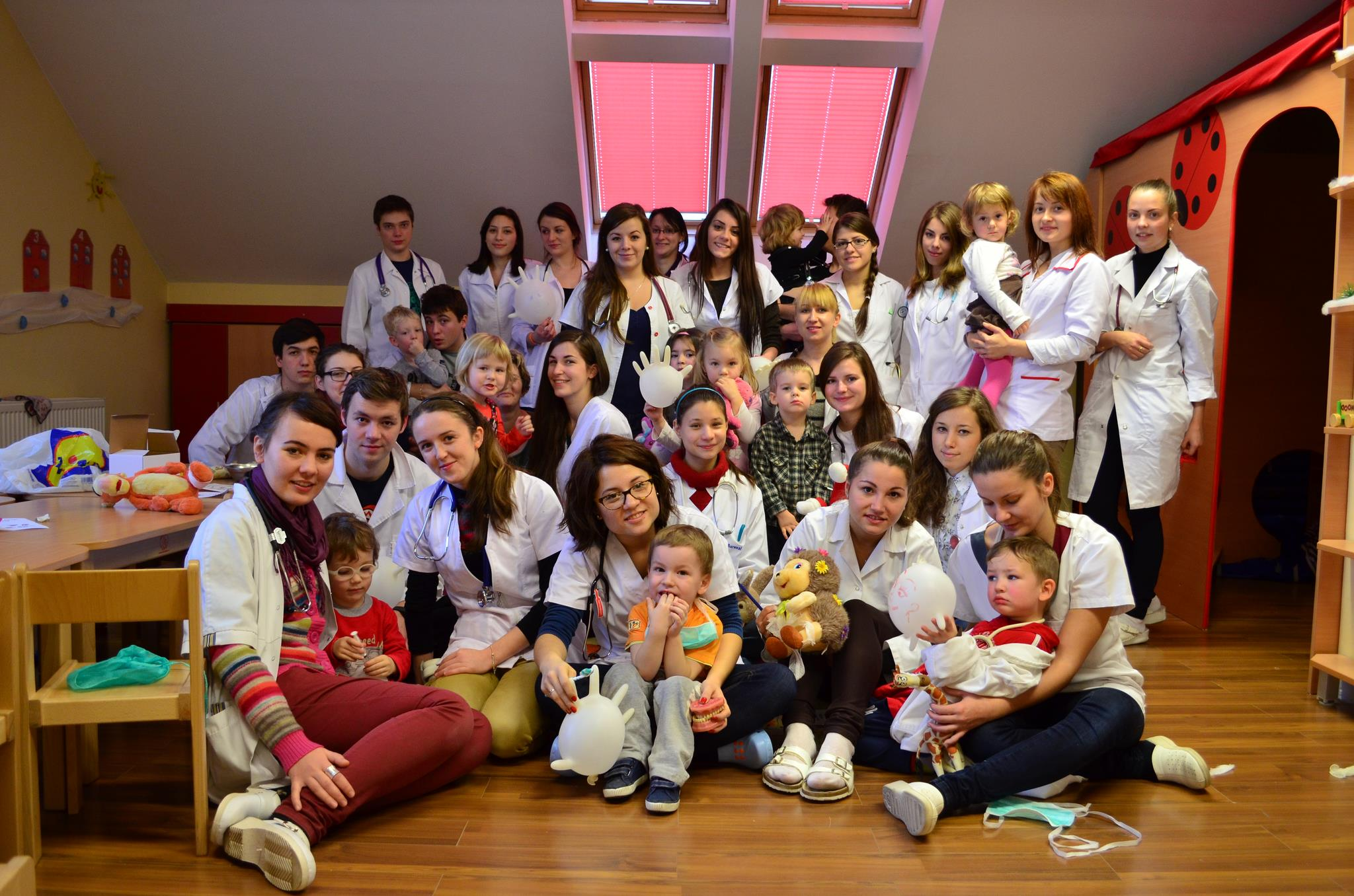
Acţiunea Teddy Bear

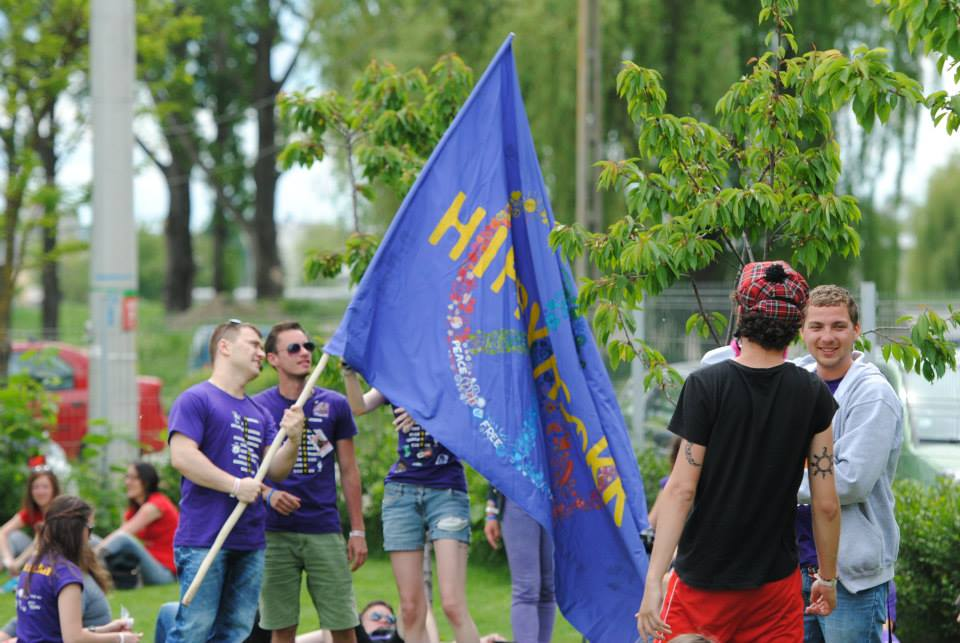
Festivalul Studenţesc

- MMDSZ Táncház (Seara de dansuri populare)[9]

### Programe educaționale
- Acțiunea Teddy Bear[10][11]
- Sesiunea Științifică Studențească din Târgu Mureș[12] (secțiunea de medicină, medicină dentară și farmacie din cadrul Sesiunii Științifice Studențești din Ardeal)
- Publicarea îndrumarelor de admitere
- Turnee de îndrumare și consultanță privind la admiterea în învățământul superior
- Simularea examenelor de admitere
- Practică profesională
- Cursuri parțiale
- Jobshop-uri
- Conferințe cu privire la învățământul superior